# Keddie Wye
Das Keddie Wye ist ein Eisenbahnknoten in Form eines Bogendreiecks (engl. wye, abgeleitet vom Buchstaben Y), an dem die Gateway Subdivision der BNSF Railway von der Feather River Route der Union Pacific Railroad abzweigt. Er liegt in der Sierra Nevada auf etwa 1000 Meter Höhe in der Nähe der namensgebenden Ortschaft Keddie, im Plumas County des Bundesstaates Kalifornien der USA. Zwei der Bögen überqueren auf je einer Trestle-Brücke den Spanish Creek, während der südlich davon verlaufende Bogen in einem Tunnel verläuft. Keddie Wye wird aber auch als Bezeichnung für das Brückenbauwerk verwendet.
Die westliche Brücke wurde 1909 als Teil der Feather River Route zwischen Oakland und Salt Lake City von der Western Pacific Railroad fertiggestellt, die 1931 mit dem Inside Gateway ab hier eine Zweigstrecke in Richtung des Pazifischen Nordwesten baute. Dazu wurde mit einer weiteren Brücke auf der Ostseite und einem Tunnel auf der Südseite ein Bogendreieck geschaffen, was den Verkehr von jeder in jede Richtung ermöglichte. Beide Trestle-Brücken münden auf der Nordseite (Richtung Oakland) in einen von vielen Tunneln auf der Hauptstrecke, die hier von der California State Route 70 und 89 überquert werden. Die Western Pacific wurde 1982 von der Union Pacific übernommen und die Zweigstrecke nach Norden (Richtung Oregon) wird heute von der BNSF Railway betrieben.

## Geschichte

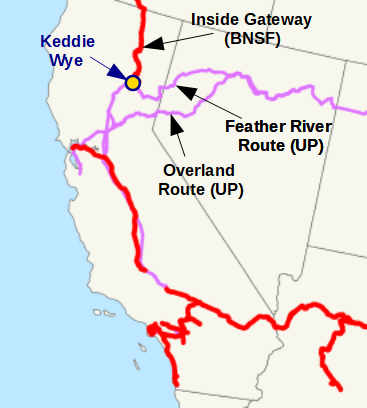
Netz der BNSF Railway in Kalifornien mit nutzbaren Strecken im Netz der Union Pacific, oben das Keddie Wye

Die Western Pacific Railroad (WP) wurde 1903 mit dem Ziel gegründet, eine konkurrierende Strecke zur Overland Route der Southern Pacific Railroad (SP) über die Sierra Nevada zu bauen. Die 1869 fertiggestellte Overland Route war Teil der ersten transkontinentalen Eisenbahnverbindung zwischen Kalifornien und den Siedlungsgebieten am Missouri River im Osten von Nebraska. Die SP besaß mit ihr bis zum Anfang des 20. Jahrhunderts eine Monopolstellung in Nordkalifornien, die der Investor George Jay Gould mit der WP brechen wollte. Die etwa 1500 Kilometer lange Feather River Route zwischen Oakland und Salt Lake City wurde zwischen 1906 und 1909 verlegt, folgte in Kalifornien dem namensgebenden Feather River und überquerte die Sierra Nevada über den Beckwourth Pass. Vorteil des von Arthur Walter Keddie schon in den 1860er Jahren vorgeschlagenen Passübergangs war bei nahezu gleicher Streckenlänge eine niedrigere Gebirgsüberquerung als über den Donner Pass der Overland Route, wodurch die Steigungen auf maximal 1 % begrenzt werden konnten, die damit deutlich unter den Werten der Strecke der SP von bis zu 2,2 % lagen.
Die letzten Gleise wurden 1909 auf einer über 40 Meter hohen Trestle-Brücke über den Spanish Creek verlegt, die heute die Westseite des Keddie Wye bildet. Sie befindet sich unweit der nach Arthur Walter Keddie benannten Ortschaft im Plumas County, in etwa auf halber Strecke zwischen Oroville und dem Beckwourth Pass. Ende der 1920er Jahre plante die WP hier einen Abzweig von der Hauptstrecke Richtung Norden nach Bieber, wo das Netz an die Great Northern Railway (GN) angeschlossen werden sollte und man so Zugang zu den Städten und Häfen im Pazifischen Nordwesten erlangen wollte. Von August 1930 bis November 1931 baute die WP den etwa 180 Kilometer langen Abschnitt des als Inside Gateway bezeichneten Gemeinschaftsprojektes, von dem die GN den etwa 150 Kilometer langen Teil von Bieber nach Klamath Falls in Oregon verlegte. Für den Anschluss an die Hauptstrecke entschied man sich trotz des schwierigen Geländes für ein Bogendreieck, wozu für den Verkehr zwischen Oregon und Kalifornien eine weitere Trestle-Brücke östlich der Brücke von 1909 errichtet und für den Verkehr zwischen Oregon und Nevada ein Tunnel an der Südflanke des Spanish Creek Canyons in den Fels getrieben wurde. So war der Verkehr auf den eingleisigen Strecken von allen in alle Richtungen ohne zu wenden möglich.
Im Jahr 1982 wurde die WP zusammen mit der Missouri Pacific Railroad von der Union Pacific Railroad (UP) übernommen. Die GN ging über mehrere Fusionen 1996 schließlich in der BNSF Railway auf, die heute Eigner der Strecke zwischen dem Keddie Wye und Klamath Falls ist. Beide Gesellschaften besitzen aber in Kalifornien, wie auch in anderen Teilen der USA, teilweise Nutzungsrechte im jeweils anderen Netz und so wird der Eisenbahnknoten heute von Güterzügen der UP und der BNSF genutzt. Der Personenverkehr in den USA wurde bis Anfang der 1980er Jahre vollständig von Amtrak übernommen und der einst über die Hauptstrecke der WP verkehrende Fernzug California Zephyr wurde 1970 eingestellt. Amtrak betreibt heute einen Fernzug unter diesem Namen über die Overland Route, der aber manchmal über seine ursprüngliche Route umgeleitet wird. Da das Keddie Wye in der Nähe der California State Route 70 und 89 liegt und gut zugänglich ist, entwickelte sich der Eisenbahnknoten zu einem beliebten Motiv bei Trainspottern, wo täglich mehrere der langen Züge beim Überqueren der Trestle-Brücken vor dem Hintergrund einer Gebirgslandschaft beobachtet werden können.

## Beschreibung
Der Eisenbahnknotenpunkt liegt in etwa 1000 m Höhe über dem Meeresspiegel und verbindet die Canyon Subdivision der UP zwischen Oroville und Portola (Teil der Feather River Route) mit der Gateway Subdivision der BNSF nach Klamath Falls (Inside Gateway). Die Gleise des Bogendreiecks verlaufen zwischen den Berührungspunkten entlang von nach innen zeigenden Kreisbögen mit leicht unterschiedlichen Längen von etwa 400 m. Der nördliche Berührungspunkt liegt kurz hinter dem Eisenbahntunnel Nr. 31 und zwei sich hier berührende eingleisige Trestle-Brücken führen die Gleise in Form eines Y über den Spanish Creek. An der Südseite wird das Bogendreieck durch den eingleisigen Verbindungstunnel Nr. 32 geschlossen.
Westseite
Die 146 m lange Stahl-Trestle-Brücke aus dem Jahre 1909 besteht aus acht Vollwandträgern zwischen 9 m und 18 m Länge sowie einem 37 m langen Fachwerkträger im Zentrum über dem Spanish Creek. Der Überbau beschreibt eine Kurve von 3° und wird von vier Gittermasten getragen, mit Höhen von etwa 15 m bis 32 m. Diese stehen auf jeweils vier pyramidenstumpfförmigen Betonfundamenten in teils unterschiedlichen Höhen und die Längen der äußeren Ständer der Fachwerkpfeiler wurden den Geländeunterschieden angepasst.
Ostseite
Die 188 m lange Stahl-Trestle-Brücke aus dem Jahre 1931 besteht ausschließlich aus Vollwandträgern mit Längen von bis zu 29 m. Der Überbau ruht hier auf fünf Gittermasten, wobei einer direkt über dem Spanish Creek positioniert wurde. Die maximalen Höhen sind aufgrund des ähnlichen Geländes und der gleichen Bauweise vergleichbar (in der Literatur sind hierzu keine Angaben vorhanden). Vom nördlichen Berührungspunkt verläuft die Brücke erst in gerader Linie und folgt dann einer Kurve von 10° Richtung Osten.
Südseite
Der eingleisige Tunnel durch die Südflanke des Canyons von 1931 hat eine Länge von 213 m. Am östlichen Berührungspunkt vereinigen sich die Strecken über eine Weiche zu einem Gleis und am südlichen Berührungspunkt verläuft das aus dem Tunnel kommende Gleis mit dem von der Westbrücke parallel. Sie münden in Höhe der Ortschaft Keddie in einen ehemaligen Rangierbahnhof, der heute nur noch aus einem etwa 2,5 km langen dreigleisigen Streckenabschnitt besteht.

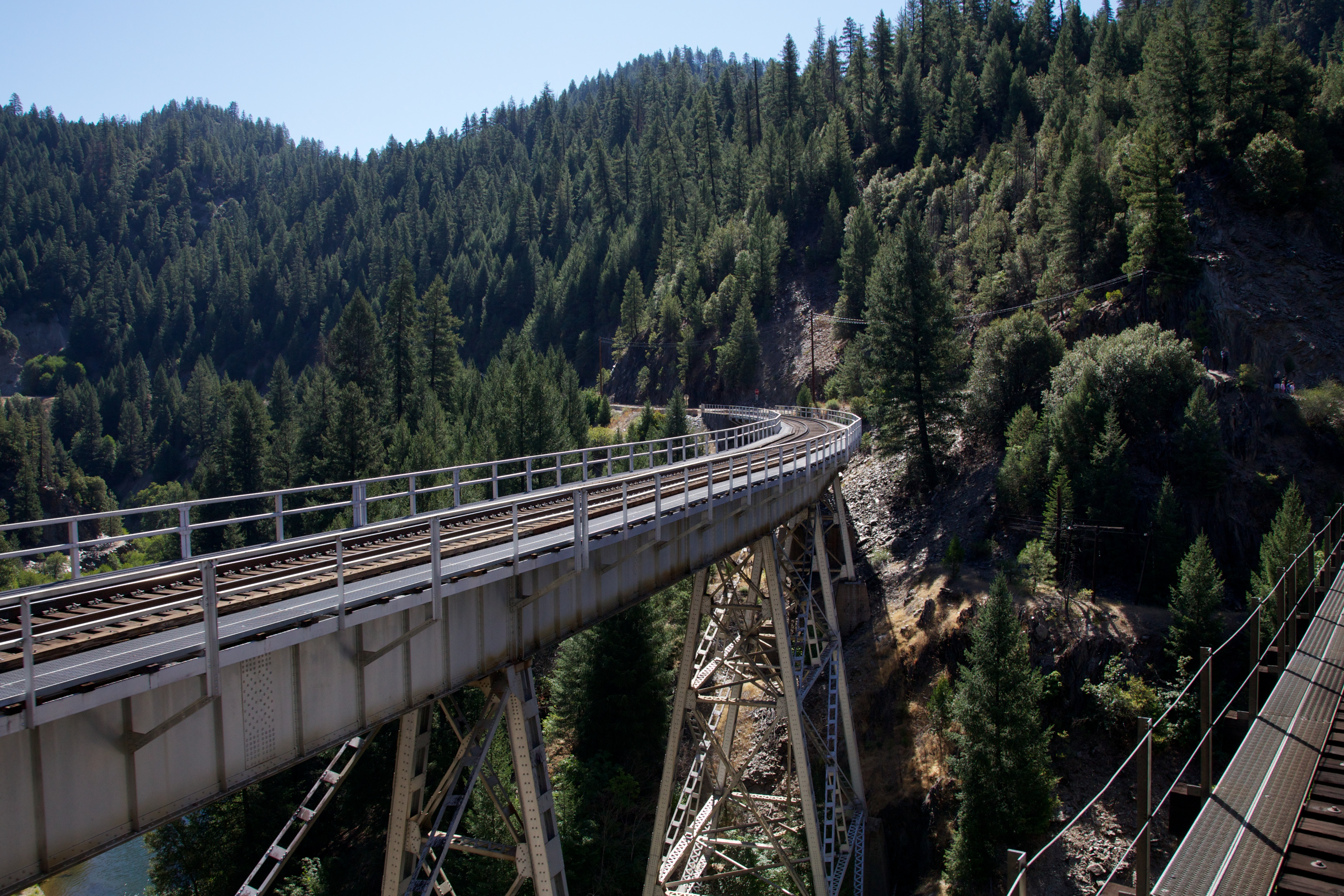
Trestle-Brücke der Ostseite (Strecke aus Norden von Klamath Falls aus)
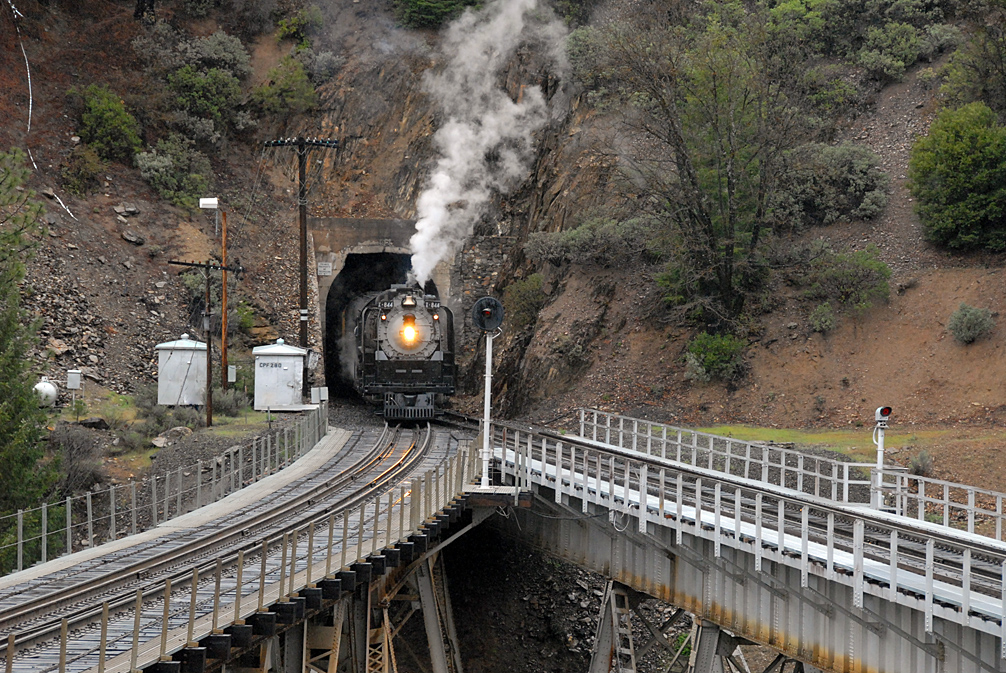
Tunnel Nr. 31 an der Nordseite (Strecke Richtung Westen nach Oroville)
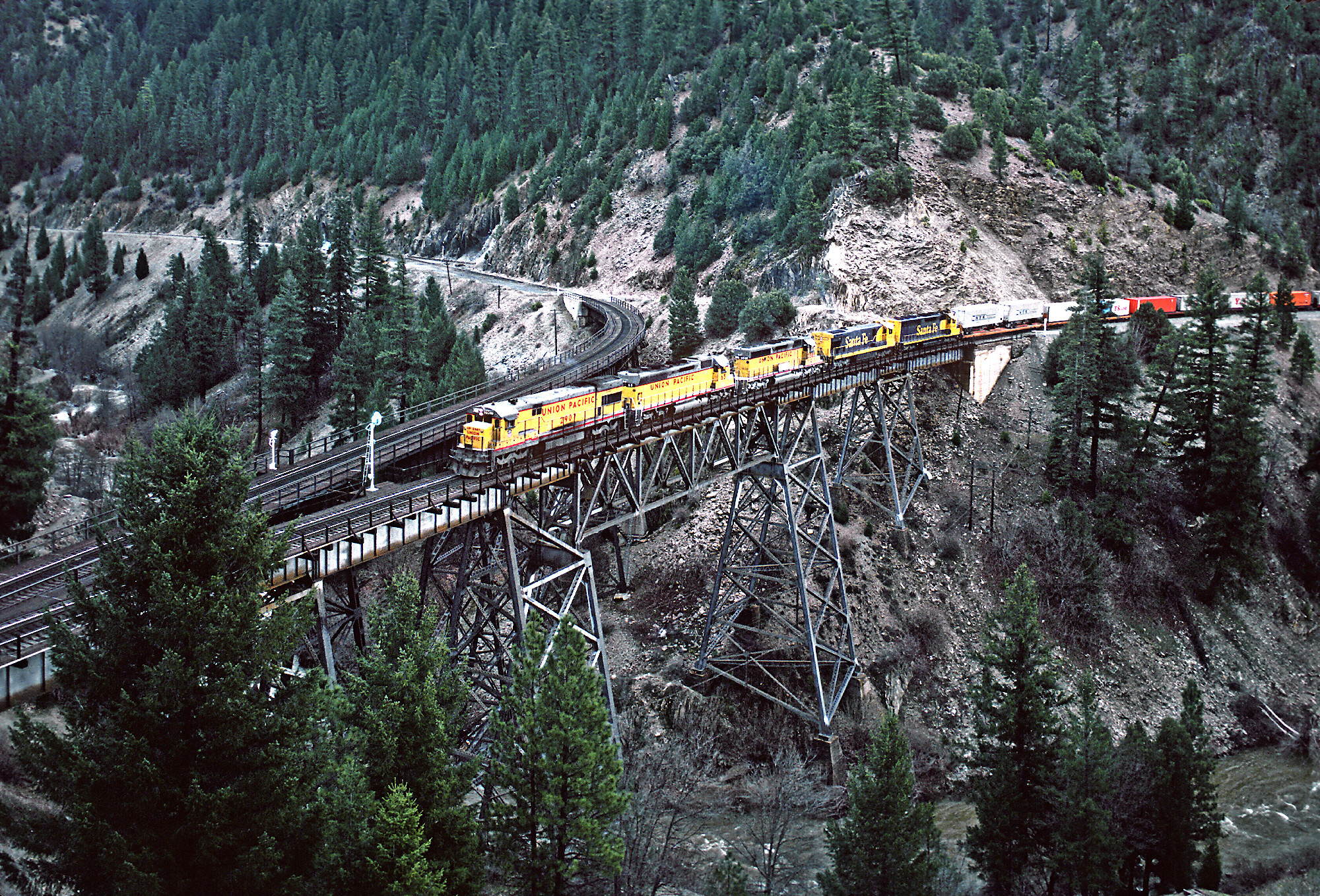
Trestle-Brücke der Westseite (Strecke aus Osten von Portola aus)
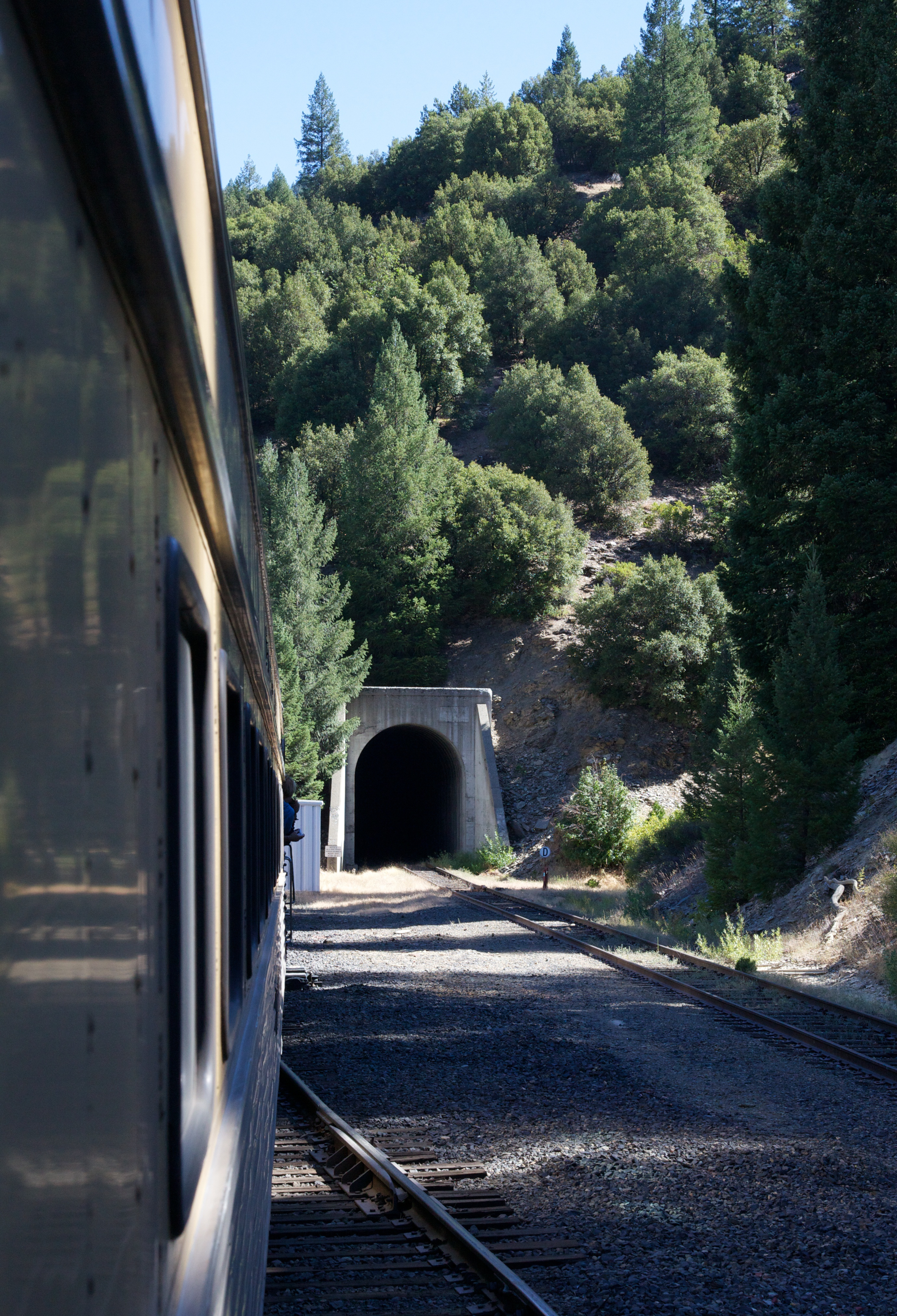
Westportal des Tunnels Nr. 32 der Südseite